# Petar Stevanović
Petar Stevanović (srbsko Петар Стевановић), srbski geolog, predavatelj in akademik, * 3. junij 1914, † 31. marec 1999.
Stevanović je deloval kot redni profesor za geologijo na Rudarsko-geološki fakulteti v Beogradu in bil dopisni član Slovenske akademije znanosti in umetnosti (od 20. marca 1975).